# Korshinskia
Korshinskia är ett släkte i familjen flockblommiga växter. Det beskrevs av Vladimir Lipskij 1900.

## Arter
Släktet omfattar fem arter från Irak till Centralasien:
- Korshinskia assyriaca (Freyn & Bornm.) Pimenov & Kljuykov
- Korshinskia kopetdaghensis (Korovin) Pimenov & Kljuykov
- Korshinskia olgae (Regel & Schmalh.) Lipsky
- Korshinskia rapifera (Gilli) Podlech & Rech.f.
- Korshinskia tianschanica (F.O.Khass. & I.I.Malzev) Pimenov